# 埃米尔·博雷尔
费利克斯·爱德华·朱斯坦·埃米尔·博雷尔（法語：Félix Édouard Justin Émile Borel，1871年1月7日—1956年2月3日 ）是一名法國數學家和政治家。

## 生平

### 出身及早年教育
埃米尔·博雷尔於1871年1月7日生於法國圣阿夫里克。父亲是一位新教牧师。1889年以第一名的成绩同时被巴黎高等師範學院和综合理工学院同时录取，他选择了巴黎高师。1893年毕业后被任命为里尔大学讲师。1894年获得里尔大学博士学位。此后在法国各高校任教将近50年。

### 学术成就
他和勒內-路易·贝尔、昂利·勒贝格都是測度論及其在概率論應用的先鋒，拓扑学中的博雷尔集概念就是以他來命名。他1909年出版的一本書，介紹了「打字的猴子」的概念，引發了無限猴子定理這個有趣的實驗構想。他在1921年至1927年間亦發表過不少博弈论論文，對博弈论作出重大貢獻。
1913年和1914年，他藉由解說論文建立了雙曲幾何和狹義相對論的連結。
1920年代至1940年代之間，博雷爾活跃于法国政坛，積極參與政治活動。1922年，埃米尔·博雷尔成立巴黎統計機構（Institut de Statistiques de l'Université de Paris），這也是法國歷史最悠久的統計學校，这间学校附属于巴黎索邦大学理学院（前巴黎六大），是法国为数不多培养注册精算师的学校之一。他從1924年至1936年间任法國國民議會议员。他于1925年担任海军部长，成為同為數學家的法國總理保罗·潘勒韦內閣的成員。
波萊爾於1921年當選法國科學院院士，然後在1933年成為法國科學院副主席，1934年擔任主席。他在1936年與讓·佩蘭和讓·傑伊參加國家組織研究，後來因此成立法國國家科學研究中心。
第二次世界大战期间，他曾参与法國抵抗运动。他在1956年于巴黎去世。

## 榮譽
除了昂利·庞加莱研究所的埃米尔·博雷尔中心和月球上的一個環形山以外，下列數學相关概念都以他的名字命名：
- 博雷爾代數
- 博雷爾引理（英语：Borel's lemma）
- 博雷爾大數法則
- 博雷爾測度
- 博雷爾－柯洛莫高夫悖論（英语：Borel–Kolmogorov paradox）
- 博雷爾－坎泰利引理
- 博雷爾－卡拉西奧多里定理
- 海涅－博雷爾定理
- 海涅右過程（英语：Borel right process）
- 博雷爾集
- 博雷爾求和
- 博雷爾分布（英语：Borel distribution）
- 關於強測度零集（英语：Strong measure zero set）的博雷爾猜想（勿與阿曼德·博雷爾（英语：Armand Borel）的博雷爾猜想（英语：Borel conjecture）混淆）

博雷爾在1950年被授予法國抵抗獎。

## 相關文章
- （法文） "La science est-elle responsable de la crise mondiale?" （页面存档备份，存于）, Scientia : rivista internazionale di sintesi scientifica, 51, 1932, pp. 99-106.
- （法文） "La science dans une societe socialiste" （页面存档备份，存于）, Scientia : rivista internazionale di sintesi scientifica, 31, 1922, pp. 223-228.
- （法文） "Le continu mathematique et le continu physique" （页面存档备份，存于）, Rivista di scienza, 6, 1909, pp. 21-35.

## 外部連結
- 約翰·J·奧康納; 埃德蒙·F·羅伯遜, ,  （英语）
- Émile Borel in the Mathematics Genealogy Project